# Кубок Європи з метань 2024
Кубок Європи з метань 2024 був проведений в Лейрії на стадіонах «Магальяйнш Песоа» та Національного метального центру.
Рішення про проведення змагань в Лейрії на три сезони (2020—2022) було прийнято виконавчим комітетом Європейської легкоатлетичної асоціації 3 березня 2019. Оскільки через пандемічні обмеження Лейрія не змогла прийняти змагання 2020 року (вони були скасовані) та у сезоні-2021 (Кубок був проведений у хорватському Спліті), було прийняте рішення про перенесення проведення Кубків у Лейрії на сезони 2022—2024 років.
Програма змагань включала чотири метальні легкоатлетичні дисципліни (штовхання ядра, метання диска, метання молота, метання списа) серед чоловіків та жінок у абсолютній віковій категорії (дорослі) та серед молоді (U23).

## Індивідуальна першість

### Чоловіки
| Дисципліна     | Золото                            | Золото   | Срібло                           | Срібло      | Бронза                           | Бронза   |
| -------------- | --------------------------------- | -------- | -------------------------------- | ----------- | -------------------------------- | -------- |
| Дорослі        |                                   |          |                                  |             |                                  |          |
| Штовхання ядра | Зейн Вейр Італія                  | 21,55    | Скотт Лінкольн Велика Британія   | 20,98       | Месуд Пезер Боснія і Герцеговина | 20,58    |
| Метання диска  | Алін Александру Фірфіріке Румунія | 66,07    | Сімон Петтерссон Швеція          | 63,08 SB    | Данієль Ясинські Німеччина       | 61,84    |
| Метання молота | Михайло Кохан Україна             | 78,13 SB | Бенце Халас Угорщина             | 76,22 SB    | Христос Францескакіс Греція      | 74,96 SB |
| Метання списа  | Артур Фельфнер Україна            | 81,89 SB | Александру Новак Румунія         | 80,73       | Йоанніс Кіріацис Греція          | 80,52 SB |
| Молодь (U23)   |                                   |          |                                  |             |                                  |          |
| Штовхання ядра | Мухамет Рамадані Косово           | 18,54 SB | Лукас Шобер Німеччина            | 18,21       | Алі Пекер Туреччина              | 17,93    |
| Метання диска  | Стівен Ріхтер Німеччина           | 61,00    | Михайло Брудін Україна           | 59,95 SB    | Рубен Рольвінк Нідерланди        | 57,96 SB |
| Метання молота | Давід Пілат Польща                | 71,52 SB | Йосиф Кесидіс Кіпр               | 70,63 NU23R | Орестіс Дусакіс Греція           | 68,78    |
| Метання списа  | Джованні Фраттіні Італія          | 76,21 PB | Мухаммет Ханіфі Зенгін Туреччина | 76,15 PB    | Влад Александру Турку Румунія    | 74,51 PB |

### Жінки
| Дисципліна     | Золото                      | Золото   | Срібло                          | Срібло   | Бронза                       | Бронза   |
| -------------- | --------------------------- | -------- | ------------------------------- | -------- | ---------------------------- | -------- |
| Дорослі        |                             |          |                                 |          |                              |          |
| Штовхання ядра | Джессіка Схілдер Нідерланди | 18,22    | Джулія Ріттер Німеччина         | 18,16    | Еліана Бандейра Португалія   | 17,60    |
| Метання диска  | Іріна Родрігеш Португалія   | 66,60 NR | Шаніс Крафт Німеччина           | 63,70 SB | Меліна Робер-Мішон Франція   | 62,46 SB |
| Метання молота | Катрін Кох Якобсен Данія    | 71,95 SB | Б'янка Гелбер Румунія           | 71,66    | Сара Фантіні Італія          | 70,58 SB |
| Метання списа  | Маріє-Терезе Обст Норвегія  | 61,69    | Адріана Вілагош Сербія          | 61,17    | Еда Тугсуз Туреччина         | 60,50 SB |
| Молодь (U23)   |                             |          |                                 |          |                              |          |
| Штовхання ядра | Зузанна Масляна Польща      | 17,08    | Мілен Аммон Німеччина           | 16,07    | Анастасія Драгомирова Греція | 15,46    |
| Метання диска  | Озлем Беджерек Туреччина    | 55,07    | Марі-Жозе Бовель Лінака Франція | 53,91    | Емілі Конте Італія           | 53,72    |
| Метання молота | Тея Лефман Швеція           | 68,08 PB | Нікола Тутілл Ірландія          | 67,39 SB | Аада Коппелі Фінляндія       | 64,88 SB |
| Метання списа  | Жад Мараваль Франція        | 55,07 SB | Емілія Карелл Фінляндія         | 54,54 SB | Маргерита Рандаццо Італія    | 53,67 SB |

## Командна першість
Кожна країна могла виставити по 2 спортсмени у кожній дисципліні серед дорослих та по одному — серед молоді. В залік йшов кращий результат в кожній метальній дисципліні, після чого він переводився в очки за допомогою Міжнародної таблиці переводу результатів Світової легкої атлетики. За сумою отриманих очок визначались переможці та призери в командному заліку Кубка. У межах командного заліку медалі отримували всі атлети країни, яка посіла призове місце, за умови виконання таким атлетом всіх спроб (необов'язково успішних) у змаганнях.

### Чоловіки
| Дисципліна   | Золото                                                                                 | Золото    | Срібло                                                                         | Срібло | Бронза                                                                                            | Бронза |
| ------------ | -------------------------------------------------------------------------------------- | --------- | ------------------------------------------------------------------------------ | ------ | ------------------------------------------------------------------------------------------------- | ------ |
| Дорослі      | Румунія Андрей Тоадер Алін Александру Фірфіріке Драгос Йонут Нікорічі Александру Новак | 4416 очок | Німеччина Денніс Лукас Даніель Ясінські Зерен Клозе Макс Денінг Мерлін Гуммель | 4272   | Іспанія Карлос Тобаліна Дієго Касас Альберто Гонсалес Пабло Костас Хосе Анхель Пінедо Ману Кіхера | 4271   |
| Молодь (U23) | Німеччина Лукас Шобер Стівен Ріхтер Торбен Шапер Якоб Еберлер                          | 3914      | Туреччина Алі Пекер Берк Сансой Емре Чифтчі Мухаммет Зенгін                    | 3863   | Чехія Томаш Прохазка Ян Свозіл Ян Долежалек Ян Вишка                                              | 3801   |

### Жінки
| Дисципліна   | Золото                                                                                         | Золото    | Срібло                                                                                                | Срібло | Бронза | Бронза |
| ------------ | ---------------------------------------------------------------------------------------------- | --------- | --- | ------ | --- | ------ |
| Дорослі      | Німеччина Джулія Ріттер Шаніс Крафт Саманта Борутта Яна Марі Ловка Лея Рідель Маріке Штайнакер | 4281 очко | Португалія Еліана Бандейра Іріна Родрігеш Маріана Пестана Клаудія Феррейра Джессіка Інчуде Ліліана Ка | 4165   | Франція Аманда Нганду-Нтумба Меліна Робер-Мішон Роз Лога Алізе Мінар Аманда Нганду-Нтумба Александра Таверньє | 4147   |
| Молодь (U23) | Італія Сара Вертерамо Емілі Конте Ракеле Морі Маргеріта Рандаццо                               | 3843      | Франція Леслі-Талезія Філітуулага Марі-Жозе Бовель Лінака Флорелла Фрейш Жад Мараваль                 | 3798   | Німеччина Мілен Аммон Лея Борк Айлін Кюн Алісса Йон                                                           | 3743   |

## Медальний залік
До медального заліку включені нагороди за підсумками індивідуальної та командної першостей.
| Місце               | Країна               | Золото | Срібло | Бронза | Загалом |
| ------------------- | -------------------- | ------ | ------ | ------ | ------- |
| 1                   | Німеччина            | 3      | 5      | 2      | 10      |
| 2                   | Італія               | 3      | 0      | 3      | 6       |
| 3                   | Румунія              | 2      | 2      | 1      | 5       |
| 4                   | Україна              | 2      | 1      | 0      | 3       |
| 5                   | Польща               | 2      | 0      | 0      | 2       |
| 6                   | Туреччина            | 1      | 2      | 2      | 5       |
| 6                   | Франція              | 1      | 2      | 2      | 5       |
| 8                   | Португалія           | 1      | 1      | 1      | 3       |
| 9                   | Швеція               | 1      | 1      | 0      | 2       |
| 10                  | Нідерланди           | 1      | 0      | 1      | 2       |
| 11                  | Данія                | 1      | 0      | 0      | 1       |
| 11                  | Косово               | 1      | 0      | 0      | 1       |
| 11                  | Норвегія             | 1      | 0      | 0      | 1       |
| 14                  | Фінляндія            | 0      | 1      | 1      | 2       |
| 15                  | Ірландія             | 0      | 1      | 0      | 1       |
| 15                  | Велика Британія      | 0      | 1      | 0      | 1       |
| 15                  | Кіпр                 | 0      | 1      | 0      | 1       |
| 15                  | Сербія               | 0      | 1      | 0      | 1       |
| 15                  | Угорщина             | 0      | 1      | 0      | 1       |
| 20                  | Греція               | 0      | 0      | 4      | 4       |
| 21                  | Іспанія              | 0      | 0      | 1      | 1       |
| 21                  | Боснія і Герцеговина | 0      | 0      | 1      | 1       |
| 21                  | Чехія                | 0      | 0      | 1      | 1       |
| Загалом (23 збірні) | Загалом (23 збірні)  | 20     | 20     | 20     | 60      |

## Виступ українців
Збірна України на змаганнях була представлена 13 атлетами, троє з яких здобули призові місця.

### Індивідуальна першість
| Дисципліна↓                    | Чоловіки                               | Жінки           |                 |                                           |                 |                 |
| Атлет                          | Місце                                  | Результат       | Атлетка         | Місце                                     | Результат       |                 |
| ------------------------------ | -------------------------------------- | --------------- | --------------- | ----------------------------------------- | --------------- | --------------- |
| Ядро (дорослі)                 | не брали участі                        | не брали участі | не брали участі | не брали участі                           | не брали участі | не брали участі |
| Ядро (U23)                     | Станіслав Чирва Київ                   | 10              | 16,55           | Ангеліна Шепель Чернігівська область      | 8               | 14,28           |
|                                |                                        |                 |                 |                                           |                 |                 |
| Диск (дорослі)                 | не брали участі                        | не брали участі | не брали участі | не брали участі                           | не брали участі | не брали участі |
| Диск (U23)                     | Михайло Брудін Донецька область        | 2               | 59,95 SB        | Карина Авраменко Дніпропетровська область | 13              | 46,81           |
|                                |                                        |                 |                 |                                           |                 |                 |
| Молот (дорослі)                | Михайло Кохан Дніпропетровська область | 1               | 78,13 SB        | Ірина Климець Волинська область           | 14              | 65,35           |
| Олена Хамаза Волинська область | 23                                     | 1               | 78,13 SB        | 62,72                                     |                 |                 |
| Молот (U23)                    | Олексій Яценко Київ                    | 17              | 55,57           | Поліна Дзерожинська Черкаська область     | 11              | 57,79           |
|                                |                                        |                 |                 |                                           |                 |                 |
| Спис (дорослі)                 | Артур Фельфнер Київська область        | 1               | 81,89 SB        | Ганна Гацько Київська область             | 16              | 50,86           |
| Спис (U23)                     | Ілля Саєвський Київська область        | 6               | 70,96 PB        | Юлія Власенко Київська область            | 11              | 44,02           |

### Командна першість
| Категорія↓   | Чоловіки                                                     | Жінки           |                 |                                                                    |                 |                 |
| Команда      | Місце                                                        | Очки            | Команда         | Місце                                                              | Очки            |                 |
| ------------ | ------------------------------------------------------------ | --------------- | --------------- | ------------------------------------------------------------------ | --------------- | --------------- |
| Дорослі      | не брали участі                                              | не брали участі | не брали участі | не брали участі                                                    | не брали участі | не брали участі |
| Молодь (U23) | Станіслав Чирва Михайло Брудін Олексій Яценко Ілля Саєвський | 6               | 3772            | Ангеліна Шепель Карина Авраменко Поліна Дзерожинська Юлія Власенко | 4               | 3359            |